# Spårvidd 891 mm

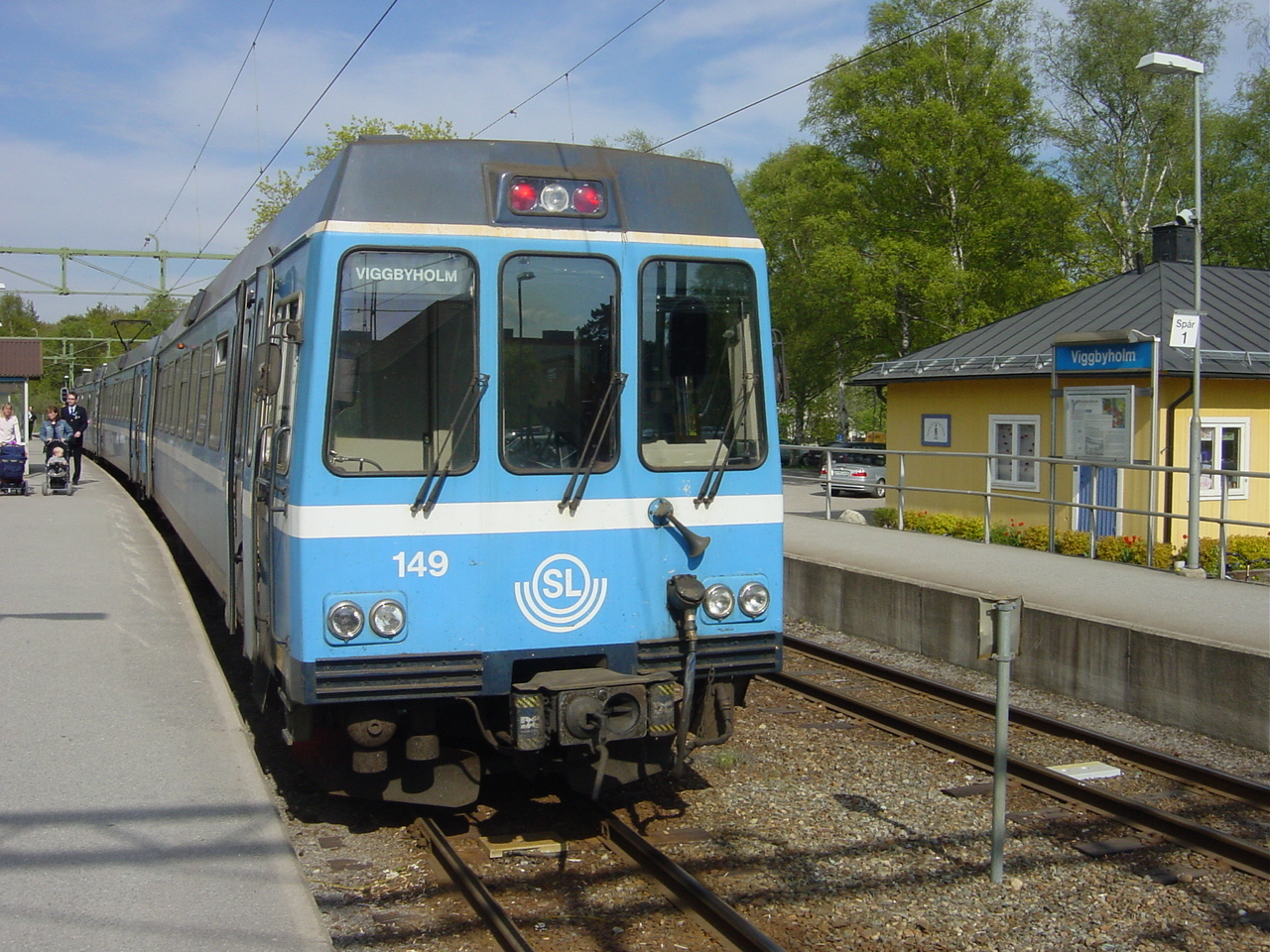
Roslagsbanan i Stockholms län är den enda kvarvarande järnvägen med 891 mm spårvidd i reguljär persontrafik, förutom ett antal museibanor.

891 mm är den spårvidd som var den vanligaste för smalspår i Sverige. Spårvidden 891 mm är unik för Sverige eftersom den utgick ifrån tre svenska fot och därför kallas dessa järnvägar även för "trefotabanor". Idag återstår endast Roslagsbanan med förortstrafik nordost om Stockholm i reguljär trafik samt ett antal museijärnvägar. 

## Svenska järnvägar med 891 mm spårvidd

### Reguljär trafik
| Namn                                     | Kommun                                | Bansträckning                                                                         | Spår | Längd (km)       | Kraft         | Koncession | Invigd     | Bolag                                                                        | Anm./ källa |
| ---------------------------------------- | ------------------------------------- | ------------------------------------------------------------------------------------- | ---- | ---------------- | ------------- | ---------- | ---------- | ---------------------------------------------------------------------------- | ----------- |
| Roslagsbanan, Linje 27                   | Stockholm, Danderyd, Täby, Vallentuna | Stockholm Ö - Djursholms Ösby - Roslags Näsby - Kårsta (innan 1981 vidare till Rimbo) | 2/1  | 42 (tidigare 56) | ånga; el 1906 | 1884-07-10 | 1885-12-19 | Storstockholms lokaltrafik (SL); ursprungligen Stockholm-Rimbo Järnväg (SRJ) |             |
| Roslagsbanan, Linje 28                   | Täby, Österåker                       | Roslags Näsby - Österskär                                                             | 2/1  | 18               | ånga; el 1939 | 1897-10-08 | 1901-09-10 | Storstockholms lokaltrafik (SL); ursprungligen Södra Roslags Kustbana (SRK)  |             |
| Roslagsbanan, Linje 29 (Djursholmsbanan) | Danderyd, Täby                        | Djursholms Ösby - Näsbypark                                                           | 1    | 5                | el            |            | 1910/1937  | Storstockholms lokaltrafik (SL); ursprungligen Djursholmsbanan (DjB)         | ,           |

### Drivna som museijärnvägar
| Namn                                               | Kommun                          | Bansträckning                        | Spår | Längd (km) | Kraft              | Koncession  | Från                   | Operatör                                                                                          | Anm./ källa |
| -------------------------------------------------- | ------------------------------- | ------------------------------------ | ---- | ---------- | ------------------ | ----------- | ---------------------- | ------------------------------------------------------------------------------------------------- | ----------- |
| Gotlands Hesselby Jernväg, GHJ                     | Gotland                         | Dalhem, Hässelby - Roma              | 1    | 6,6        | ånga, diesel       | 1978        |                        | Föreningen Gotlandståget                                                                          |             |
| Smalspårsjärnvägen Hultsfred-Västervik, HWJ        | Västervik, Vimmerby, Hultsfred  | Västervik - Hultsfred                | 1    | 71         | diesel             |             |                        | Tjustbygdens Järnvägsförening                                                                     |             |
| Smalspåret                                         | Uppvidinge, Vetlanda, Hultsfred | Åseda - Hultsfred                    | 1    | 55         | diesel             |             |                        | Föreningen Smalspåret Växjö-Västervik                                                             |             |
| Anten-Gräfsnäs Järnväg (del av Västgötabanan)      | Alingsås                        | Anten - Gräfsnäs                     | 1    | 12         | ånga, diesel       |             |                        | Anten-Gräfsnäs Järnväg, AGJ                                                                       |             |
| Skara-Lundsbrunns Järnvägar (del av Västgötabanan) | Götene, Skara                   | Skara - Lundsbrunns kurort           | 1    | 11,2       | ånga               |             |                        | Skara-Lundsbrunns Järnvägar, SkLJ                                                                 |             |
|                                                    | Linköping                       | Gamla Linköping, Valla fritidsområde | 1    | 0,1        |                    |             |                        | Östergötlands Järnvägsmuseum                                                                      |             |
| Wadstena Fogelsta Järnväg, WFJ                     | Vadstena                        | Vadstena - Fågelsta                  | 1    | 9,6        | ånga, diesel       | 1978- 2007- | 1998 i dag             | Museiföreningen Wadstena-Fogelsta Järnväg                                                         |             |
| Jädraås-Tallås Järnväg                             | Ockelbo                         | Jädraås - Svartbäcken nedre          | 1    | 5,9        | ånga               | 1970        |                        | Jädraås-Tallås Järnväg, JTJ                                                                       |             |
| Galtströms Jernväg                                 | Sundsvall                       | Galtströms bruk i Njurunda           | 1    | 2,2        | ånga               |             |                        | Galtströmståget - FGT                                                                             |             |
| Upsala-Lenna Jernväg, ULJ, "Lennakatten"           | Uppsala                         | Uppsala Östra - Faringe              | 1    | 32,6       | ånga, diesel, acku | 1875-01-15  | 1876-11-xx--1977-07-01 | Stockholm–Roslagens Järnvägar museiförening (SRJmf); tidigare Stockholm-Roslagens Järnvägar (SRJ) | ,           |
| Hagfors-Uddeholms Museijärnväg                     | Hagfors                         | Hagfors - Stjärnfors                 | 1    | 6,7        |                    |             |                        | Hagfors järnvägsmuseum (dressinuthyrning)                                                         |             |

### Omlagda till normalspår
| Namn                      | Kommun            | Bansträckning                | Spår | Längd (km) | Kraft            | Koncession | Från       | Till       | Omlagd     | Slutlig nedläggn | Operatör | Anm./ källa |
| ------------------------- | ----------------- | ---------------------------- | ---- | ---------- | ---------------- | ---------- | ---------- | ---------- | ---------- | ---------------- | --- | ----------- |
|                           | Östhammar         | Dannemora - Hargshamn        | 1    | 39         | ånga             | 1875-06-16 | 1876-10-07 | 1970-07-06 | 1961-70    | i drift          | Dannemora-Hargs Järnväg, DHJ; senare Stockholm-Roslagens Järnvägar, SRJ; senare Statens Järnvägar, SJ                       |             |
|                           | Ulricehamn        | Ulricehamn - Vartofta        | 1    | 37         | ånga             | 1872-01-26 | 1874-12-04 | 1906       | 1906       | 1991             | Ulricehamn-Vartofta Järnväg, UVJ, senare Västra Centralbanan                                                                |             |
|                           | Örebro            | Örebro                       | 1    | 4          |                  |            | 1908       |            |            | 2010             | Örebro-Skebäcks Järnväg, ÖSkbJ Byggd normalspårig och har alltid varit det, men har haft en tredje skena för 891-mm trafik. |             |
| Kalmar-Berga Järnväg, KBJ | Kalmar, Högsby    | Kalmar - Berga               | 1    | 77         | ånga             | 1892-09-16 | 1897-12-04 | 1977-11-25 | 1973-78    | i drift          | Kalmar läns östra järnvägsaktiebolag; senare Statens Järnvägar, SJ                                                          |             |
| Kinnekullebanan           | Mariestad         | Mariestad - Torved - Gårdsjö | 1    | 39         | ånga             | 1906-09-28 | 1910-01-01 |            | 1961-09-01 | i drift          | Västergötland-Göteborgs Järnvägar, VGJ                                                                                      |             |
| Kinnekullebanan           | Götene, Lidköping | Forshem - Lidköping          | 1    | 29         | ånga             |            | 1897-98    |            | 1954       | i drift          | Kinnekulle-Lidköpings Järnväg, KiLJ; senare Statens Järnvägar, SJ                                                           |             |
| Kinnekullebanan           | Mariestad         | Mariestad - Gössäter         | 1    | 27         | ånga, el 1949-69 | 1887-06-08 | 1889-12-19 |            | 1962       | i drift          | Mariestad-Kinnekulle Järnväg, MKJ; senare Statens Järnvägar, SJ                                                             |             |
| Kinnekullebanan           | Lidköping         | Lidköping - Håkantorp        | 1    |            | ånga             |            |            |            | 1953       | i drift          | Lidköping-Håkantorps Järnväg, HLJ; senare Statens Järnvägar, SJ                                                             |             |

### Nedlagda
| Namn             | Kommun                                | Bansträckning                                            | Spår | Längd (km) | Kraft            | Koncession | Från       | Till       | Revs    | Operatör | Anm./ källa                                                                       |
| ---------------- | ------------------------------------- | -------------------------------------------------------- | ---- | ---------- | ---------------- | ---------- | ---------- | ---------- | ------- | --- | --------------------------------------------------------------------------------- |
|                  | Askersund                             | Skyllbergs bruk - Lerbäck                                | 1    | 4          | häst             |            | 1873-12-   | 1955-01-15 | 1955    | Skyllbergs bruks Järnväg, SB                                                                                               | blev del av Askersund-Skyllberg-Lerbäcks Järnväg,                                 |
|                  | Askersund                             | Askersund - Lerbäck                                      | 1    | 14         | ånga             | 1883-03-24 | 1884-12-04 | 1955-01-15 | 1955    | Askersund-Skyllberg-Lerbäcks Järnväg, ASLJ                                                                                 |                                                                                   |
|                  | Borgholm                              | Borgholm - Böda                                          | 1    | 54,9       | ånga             | 1903-12-11 | 1906-12-01 | 19         | 19      | Borgholm-Böda Järnväg, BBJ                                                                                                 | blev del av Ölands Järnvägar,                                                     |
|                  | Avesta                                | Byvalla - Långshyttan                                    | 1    | 26,7       | ånga             | 18         | 1891-12-01 | 1964-07-31 | 1965    | Byvalla-Långshyttans Järnväg, BLJ                                                                                          |                                                                                   |
|                  | Falun, Gävle                          | Linghed - Norrsundet                                     | 1    | 86,2       | ånga             | 1899-11-30 |            |            |         | Dala-Ockelbo-Norrsundets Järnväg, DONJ                                                                                     |                                                                                   |
|                  | Falun                                 | Linghed - Vintjärn                                       | 1    | 10,8       | ånga             | 1896       | 1888       | 1968       | 1969    | Linghed–Vintjärn Järnväg, LVJ                                                                                              |                                                                                   |
|                  | Falun                                 | Vintjärn - Lilla Björnmossen                             | 1    | 11,4       | ånga             | 1874       | 1876       | 1968       | 1969    | Vintjärn–Lilla Björnmossens Järnväg, VBJ                                                                                   |                                                                                   |
|                  | Falun                                 | Lilla Björnmossen - Tallås                               | 1    | 14,3       | ånga             | 1876       | 1880       | 1968       | 1969    | Lilla Björnmossen–Tallås Järnväg, BTJ                                                                                      |                                                                                   |
|                  | Ockelbo                               | Tallås - Jädraås                                         | 1    | 4,5        | ånga             | 1890       | 1881       | 1968       |         | Tallås–Jädraås Järnväg, TJJ                                                                                                | Museijärnväg                                                                      |
|                  | Ockelbo                               | Jädraås - Ockelbo                                        | 1    | 18,1       | ånga             | 1896       | 1889       | 1970       | 1972    | Jäderås–Ockelbo Järnväg, JOJ                                                                                               |                                                                                   |
|                  | Ockelbo                               | Ockelbo - Norrsundet                                     | 1    | 26,5       | ånga             | 1892       | 1895       | 1971       | 19      | Ockelbo–Norrsundet Järnväg, ONJ                                                                                            | Breddning till 1435 mm Åbydal (Hamrångefjärden) - Norrsundet 1971,                |
|                  | Östhammar                             | Knaby - Ramhäll                                          | 1    | 8          | ånga             |            | 1878-01-02 | 1958       | 1959    | Dannemora-Hargs Järnväg, DHJ; senare Stockholm-Roslagens Järnvägar, SRJ                                                    |                                                                                   |
|                  | Östhammar                             | Risinge - Norvällen                                      | 1    | 8,2        | ånga             | 1913-12-12 | 1917-05-29 | 1951       | 1955    | Dannemora-Hargs Järnväg, DHJ; senare Stockholm-Roslagens Järnvägar, SRJ                                                    |                                                                                   |
|                  | Tierp                                 | Lövstabruk - Normon                                      | 1    | 29         | ånga             | 1921-01-21 | 1925-05-01 | 1954       | 1957    | Dannemora-Hargs Järnväg, DHJ; senare Stockholm-Roslagens Järnvägar, SRJ                                                    |                                                                                   |
| Långängsbanan    | Stocksund                             | Stocksunds station - Långängen                           | 1    |            |                  |            | 1911/1934  | 1966       | 1966    | Djursholmsbanan, DjB; senare Stockholm-Roslagens Järnvägar, SRJ; senare Storstockholms lokaltrafik, SL                     |                                                                                   |
| Djursholmsbanan  | Djursholm                             | Djursholms Ösby - Eddavägen                              | 1    |            |                  |            |            |            | 1976    | Djursholmsbanan, DjB; senare Stockholm-Roslagens Järnvägar, SRJ; senare Storstockholms lokaltrafik, SL                     |                                                                                   |
|                  | Eksjö, Ydre                           | Eksjö - Österbymo                                        | 1    | 34,6       | ånga             | 1910-05-14 | 1915-12-16 | 1968-10-11 | 1970    | Eksjö-Österbymo Järnväg, EÖJ                                                                                               |                                                                                   |
| Pyttebanan       | Falkenberg, Svenljunga, Tranemo       | Falkenberg - Limmared                                    | 1    | 102        | ånga             | 1894-05-01 | 1894-09-28 | 1961-05-01 | 1961    | Falkenbergs Järnväg, FJ |                                                                                   |
|                  | Falköping                             | Falköping                                                | 1    |            |                  |            |            |            |         | Falköping-Uddagårdens Järnväg, FUJ                                                                                         |                                                                                   |
|                  | Uppsala, Östhammar                    | Faringe - Gimo                                           | 1    | 32         | ånga             | 1915-12-03 | 1921-10-01 | 1970-07-   | 1972    | Faringe-Gimo Järnväg, FGJ; senare Stockholm-Roslagens Järnvägar, SRJ                                                       |                                                                                   |
|                  | Filipstad                             | Filipstad - Nordmark                                     | 1    | 17         | ånga             | 1873-05-09 | 1875       | 19         | 19      | Filipstad Norra Bergslags Järnväg, FNBJ                                                                                    | blev del av Nordmark-Klarälvens Järnvägar,                                        |
|                  | Finspång                              | Finspång - Norsholm                                      | 1    | 27         | ånga             | 1882-09-01 | 1885-10-01 | 19         | 19      | Finspång-Norsholms Järnväg, FNJ                                                                                            | Breddning till 1435 mm Finspång - Kimstad, 1960-62                                |
|                  | Vadstena, Ödeshög                     | Vadstena - Ödeshög                                       | 1    | 32         | ånga             |            | 1888-11-13 | 19         | 19      | Fågelsta-Vadstena-Ödeshögs Järnväg, FVÖJ                                                                                   |                                                                                   |
|                  | Ödeshög                               | Hästholmen - Hästholmens hamn                            | 1    | ≈2         | ånga             |            | 1888-11-27 | 19         | 19      | Fågelsta-Vadstena-Ödeshögs Järnväg, FVÖJ                                                                                   |                                                                                   |
| Gotlands järnväg | Gotland                               | Visby - Hemse                                            | 1    | 55         | ånga             | 1876-05-05 | 1878-09-15 | 1960-10-01 | 1963    | Gotlands Järnväg, GJ |                                                                                   |
| Gotlands järnväg | Gotland                               | Visby - Visby hamn                                       | 1    | 2          | ånga             | 1876-05-05 | 1878-09-15 | 1962-05-   | 1962    | Gotlands Järnväg, GJ |                                                                                   |
|                  | Gotland                               | Visby - Väskinde                                         | 1    | 11         | ånga             | 1896-05-01 | 1896-11-29 | 1960-10-01 | 1962    | Gotlands Järnväg, GJ |                                                                                   |
|                  | Gotland                               | Väskinde - Tingstäde                                     | 1    | 13         | ånga             | 1898-06-17 | 1899-11-29 | 1960-10-01 | 1962    | Gotlands Järnväg, GJ |                                                                                   |
|                  | Gotland                               | Tingstäde - Lärbro                                       | 1    | 12         | ånga             | 1912-11-22 | 1921-12-17 | 1960-10-01 | 1962    | Gotlands Järnväg, GJ |                                                                                   |
|                  | Gotland                               | Hemse - Havdhem                                          | 1    | 9          | ånga             | 1899-04-07 | 1900-07-26 | 1960-10-01 | 1963    | Gotlands Järnväg, GJ |                                                                                   |
|                  | Gotland                               | Havdhem - Burgsvik                                       | 1    | 15         | ånga             | 1906-10-26 | 1908-08-30 | 1960-10-01 | 1963    | Gotlands Järnväg, GJ |                                                                                   |
|                  | Hjo                                   | Hjo - Stenstorp                                          | 1    |            | ånga             | 18         | 1873-      |            |         | Hjo-Stenstorps Järnväg, HSJ                                                                                                |                                                                                   |
|                  | Tidaholm                              | Svensbro - Tidaholm                                      | 1    |            | ånga             |            |            |            |         | Hjo-Stenstorps Järnväg, HSJ                                                                                                |                                                                                   |
|                  | Hultsfred, Västervik                  | Hultsfred - Jenny                                        | 1    | 66         | ånga             |            | 1879-11-16 |            |         | Hultsfred-Westerviks Järnväg, HWJ, 1924 en del av Norsholm - Västervik - Hultsfreds Järnvägar, NVHJ. Förstatligad 1949, SJ |                                                                                   |
|                  | Kalmar, Torsås                        | Kalmar - Torsås                                          | 1    | 40         | ånga             | 1897-06-04 | 1899-08-08 | 1965-05-30 | 1966    | Kalmar-Torsås Järnväg, KTsJ                                                                                                |                                                                                   |
|                  | Karlstad                              | Karlstad - Munkfors                                      | 1    | 59         | ånga             | 1900-10-19 | 1903-09-29 | 19         | 19      | Karlstad-Munkfors Järnväg, KMJ                                                                                             |                                                                                   |
|                  | Karlstad                              | Karlstad Östra - Karlstads Hamn                          | 1    | 2          | ånga             | 1900-10-19 | 1906-04-15 | 19         | 19      | Karlstad-Munkfors Järnväg, KMJ                                                                                             |                                                                                   |
|                  | Karlstad                              | Karlstad Östra - Skoghall                                | 1    | 9          | ånga             | 1914-04-02 | 1915-09-20 | 19         | 19      | Karlstad-Skoghalls Järnväg, KSJ                                                                                            |                                                                                   |
|                  | Norrköping                            | Kimstad - Norrköping                                     | 1    | 18         | ånga             | 1903-07-03 | 1906-06-03 | 1963-06-01 | 1963    | Kimstad-Norrköpings Järnväg, KNJ                                                                                           |                                                                                   |
|                  | Gotland                               | Klintehamn - Roma                                        | 1    | 23         | ånga             | 1897-12-31 | 1897-11-08 | 1955       | 1959    | Klintehamn-Roma Järnväg, KlRJ                                                                                              |                                                                                   |
|                  | Lidköping                             | Lidköping - Stenstorp                                    | 1    | 50         | ånga             | 1872-01-19 | 1874-11-19 | 19         | 1969    | Lidköping-Skara-Stenstorps Järnväg, LSSJ                                                                                   |                                                                                   |
|                  | Lidköping                             | Lidköping - Tun                                          | 1    |            | ånga             |            | 1908       | 1939       |         | Lidköping-Kållands Järnväg, LJ                                                                                             |                                                                                   |
|                  | Kalmar                                | Ljungbyholm - Påryd                                      | 1    | 19,3       | ånga             | 1905-04-07 | 1908-08-12 | 1960-06-01 | 1960    | Ljungbyholm–Karlslunda Järnväg, LCJ                                                                                        |                                                                                   |
|                  | Uppsala, Norrtälje                    | Länna - Rimbo                                            | 1    | 39         | ånga             | 1882-02-17 | 1884-10-23 | 1977-07-01 | 19      | Länna-Norrtälje Järnväg, LNJ                                                                                               |                                                                                   |
|                  | Norrtälje                             | Rimbo - Norrtälje                                        | 1    | 21         | ånga             | 1882-02-17 | 1884-10-23 | 1969-09-28 | 19      | Länna-Norrtälje Järnväg, LNJ                                                                                               |                                                                                   |
|                  | Mariestad, Gullspång                  | Torved - Gullspång                                       | 1    | 20         | ånga             | 1914-08-19 | 1917-01-01 | 1956-06-01 | 1963-64 | Västergötland-Göteborgs Järnvägar, VGJ                                                                                     | spåret ligger kvar och används för dressincykling                                 |
|                  | Mariestad                             | Mariestad - Moholm                                       | 1    | 18         | ånga             | 1872-05-17 | 1874-03-01 | 1961-09-01 | 1967    | Mariestad-Moholms Järnväg, MMJ                                                                                             |                                                                                   |
|                  | Linköping                             | Linköping - Fågelsta                                     | 1    | 39,2       | ånga, el, diesel | 18         | 1897-12-01 | 1963-09-29 | 1964    | Mellersta Östergötlands Järnväg, MÖJ                                                                                       | el:1915-07-31 - 1956-06-03, 10000 V 25 Hz                                         |
|                  | Linköping                             | Linköping - Ringstorp                                    | 1    | 21         | ånga             | 1903-07-03 | 1908-05-01 | 1964-09-27 | 1964    | Mellersta Östergötlands Järnväg, MÖJ                                                                                       |                                                                                   |
|                  | Motala                                | Klockrike - Borensberg                                   | 1    | 8          | el, diesel       | 1906-04-07 | 1907-12-21 | 1962-11-01 | 1964    | Mellersta Östergötlands Järnväg, MÖJ                                                                                       | el:1908-03-15 - 1915-07-30: 5000 V 25 Hz; 1915-07-31 - 1956-06-03: 10000 V 25 Hz, |
|                  | Motala                                | Fornåsa - Motala                                         | 1    | 15         | el, diesel       | 1910-02-10 | 1915-07-31 | 1962-11-01 | 1964    | Mellersta Östergötlands Järnväg, MÖJ                                                                                       | el:10000 V 25 Hz (1915-07-31--1956-06-03)                                         |
|                  | Mönsterås                             | Mönsterås - Fagerhult                                    | 1    | 68,9       | ånga             | 1899-03-10 | 1902-10-17 | 1963-05-26 | 19      | Mönsterås-Åseda Järnväg, MÅJ                                                                                               | Breddning till 1435 mm Mönsterås - Sandbäckshult 1972                             |
|                  | Karlstad                              |                                                          | 1    | 61         | ånga             |            | 1920-01-01 |            |         | Nordmark-Klarälvens Järnvägar, NKlJ                                                                                        |                                                                                   |
| Bergsjöbanan     | Nordanstig                            | Bergsjö - Vattrångsby - Hudiksvall                       | 1    | 40,0       | ånga             | 1892-12-22 | 1896-12-12 | 1962-01-01 | 19      | Norra Hälsinglands Järnväg, NHJ                                                                                            |                                                                                   |
| Bergsjöbanan     | Nordanstig                            | Vattrångsby - Hudiksvall                                 | 1    | 40,0       | ånga             | 1892-12-22 | 1896-12-12 | 1927-11-01 | 1928    | Norra Hälsinglands Järnväg, NHJ                                                                                            |                                                                                   |
| Bergsjöbanan     | Nordanstig                            | Vattrångsby - Harmånger                                  | 1    | 40,0       | ånga             | 19         | 1927-11-01 | 1962-01-01 | 19      | Norra Hälsinglands Järnväg, NHJ                                                                                            |                                                                                   |
|                  | Finspång                              | Finspång - Örebro                                        | 1    | 30         | ånga             | 1897-08-13 | 1901-01-05 | 1962-05-27 | 1962    | Norra Östergötlands Järnvägar, NÖJ                                                                                         |                                                                                   |
|                  | Norrköping, Söderköping, Valdemarsvik | Norrköping östra - Kummelby – Söderköping - Valdemarsvik | 1    | 55,1       | ånga             | 1891       | 1893-12-20 | 1966-09-25 | 19__    | Norrköpings-Söderköping-Vikbolandets Järnväg, VB                                                                           |                                                                                   |
|                  | Norrköping                            | Kummelby – Arkösund                                      | 1    | 46,2       | ånga             |            | 1894-09-08 | 1960-11-01 | 19__    | Norrköpings-Söderköping-Vikbolandets Järnväg, VB                                                                           |                                                                                   |
|                  | Norrköping                            | Norsholm - Bersbo                                        | 1    |            | ånga             |            |            |            |         | Norsholm-Bersbo Järnväg, NBJ                                                                                               |                                                                                   |
|                  | Norrköping                            | Norsholm - Hultsfred                                     | 1    |            | ånga             |            |            |            |         | Norsholm-Västervik-Hultsfreds Järnvägar, NVHJ                                                                              |                                                                                   |
|                  | Örebro, Finspång, Norrköping          | Norrköping Ö - Örebro S                                  | 1    |            | ånga             |            |            |            |         | Norra Östergötlands Järnvägar, NÖJ                                                                                         |                                                                                   |
|                  | Avesta                                | Näs - Västanhede - Morshyttan                            | 1    | 12         | ånga             | 1874-07-03 | 1876-10-01 | 1921-10-01 | 19      | Näs-Morshyttans Järnväg, NMJ                                                                                               | Breddning till 1435 mm Näs - Västanhede 1921,                                     |
|                  | Hallsberg                             | Pålsboda - Finspång                                      | 1    | 57,8       | ånga             | 1872-01-19 | 1874-09-19 | 1962-05-27 | 19      | Pålsboda-Finspång Järnväg, PFJ                                                                                             |                                                                                   |
|                  | Norrtälje                             | Rimbo - Hallstavik                                       | 1    | 42         | ånga             | 1891-06-05 | 1897-12-17 | 1977-07-01 | 19      | Rimbo-Sunds Järnväg, RSJ; senare Stockholm-Roslagens Järnvägar, SRJ                                                        |                                                                                   |
|                  | Gotland                               | Ronehamn - Hemse                                         | 1    | 10         | ånga             | 1897       | 1903-02-15 | 1918       | 1920    | Ronehamn–Hemse Järnväg, RHJ                                                                                                |                                                                                   |
|                  | Högsby                                | Ruda - Oskarshamn                                        | 1    | 32,6       | ånga             | 1904-09-02 | 1907-01-11 | 1966-07-01 | 1971    | Ruda-Oskarshamns Järnväg, ROJ; senare Östra Smålands Järnväg                                                               |                                                                                   |
|                  | Högsby                                | Ruda - Älghult                                           | 1    | 47         | ånga             | 1917-12-14 | 1922-11-14 | 1963-09-29 | 1968    | Ruda–Älghults Järnväg, RÄJ; senare Östra Smålands Järnväg                                                                  |                                                                                   |
|                  | Skara                                 | Skara - Gössäter - Hönsäters hamn                        | 1    |            | ånga             | 1886-06-11 | 1887-12-14 | 19         | 19      | Skara-Kinnekulle-Vänerns Järnväg, SKVJ                                                                                     |                                                                                   |
|                  | Skara                                 | Skara - Timmersdala                                      | 1    | 26,8       | ånga             | 1906-11-29 | 1909-10-24 | 1952-03-01 | 19??    | Skara-Timmersdala Järnväg, STJ                                                                                             |                                                                                   |
|                  | Hagfors                               | Skymnäs - Munkfors                                       | 1    | 14,6       | ånga             | 1889-08-09 | 1890-10-01 | 19         | 19      | Skymnäs-Munkfors Järnväg, SMJ; senare Nordmark-Klarälvens Järnvägar                                                        |                                                                                   |
|                  | Skövde                                | Skövde - Axvall                                          | 1    | 21         | ånga             | 1898-12-22 | 1904-03-26 | 1961-09-01 | 1967    | Skövde-Axvalls Järnväg, SAJ                                                                                                |                                                                                   |
|                  | Gotland                               | Slite - Roma                                             | 1    | 33         | ånga             | 1897-03-20 | 1902-05-15 | 1953-06-10 | 1958    | Slite-Roma Järnväg, SlRJ                                                                                                   | , Museijärnväg, se Gotlands Hesselby Jernväg ovan under museijärnvägar            |
|                  | Gotland                               | Klintehamn - Hablingbo                                   | 1    | 27         | ånga             | 19__       | 1924-06-07 | 1953-06-10 | 1958    | Sydvästra Gotlands Järnväg, SGJ                                                                                            |                                                                                   |
|                  | Götene                                |                                                          | 1    |            | ånga             |            |            |            |         | Södra Kinnekulle Järnväg, SKJ                                                                                              |                                                                                   |
|                  | Borgholm                              | Borgholm - Ottenby                                       | 1    | 96,2       | ånga, el         | 1907-05-28 | 1909-11-24 | 1961-10-01 | 1962    | Södra Ölands Järnväg, SÖJ                                                                                                  | blev del av Ölands Järnvägar,                                                     |
|                  | Trollhättan                           | Trollhättan - Nossebro                                   | 1    | 32,4       | ånga             | 1907-08-10 | 1916-02-16 | 1968-06-16 | 1969    | Trollhättan-Nossebro Järnväg, TNJ                                                                                          |                                                                                   |
|                  | Filipstad                             | Nordmark - Sjögränd - Edebäck                            | 1    | 55         | ånga             | 1874-04-10 | 1877-12-17 | 19         | 19      | Uddeholms Järnväg, UHB |                                                                                   |
|                  | Filipstad                             | Nordmark - Taberg                                        | 1    | 5          | ånga             | 1874-04-10 | 1877-12-17 | 19         | 19      | Uddeholms Järnväg, UHB |                                                                                   |
|                  | Hagfors                               | Sjögränd - Skymnäs                                       | 1    | 12         | ånga             | 1874-04-10 | 1877-12-17 | 19         | 19      | Uddeholms Järnväg, UHB |                                                                                   |
|                  | Uddevalla, Bengtsfors                 | Uddevalla - Bengtsfors                                   | 1    | 89         | ånga             | 1892-04-28 | 1895-07-27 | 1964-09-27 |         | Uddevalla-Lelångens Järnväg, ULB                                                                                           |                                                                                   |
|                  | Vadstena                              | Vadstena - Fågelsta                                      | 1    | 10         | ånga             | 1873-05-02 | 1874-10-10 | 1976-06-01 | 19      | Vadstena-Fågelsta Järnväg, VFJ                                                                                             | Museijärnväg,                                                                     |
|                  | Vetlanda, Sävsjö                      | Vetlanda - Sävsjö                                        | 1    | 29,7       | ånga             | 1882-07-28 | 1885-08-30 | 1972-05-01 | 1979    | Vetlanda–Sävsjö Järnväg, HvSJ                                                                                              |                                                                                   |
|                  | Vetlanda, Hultsfred                   | Vetlanda - Målilla                                       | 1    | 50,7       | ånga             | 1902-10-24 | 1906-06-21 | 1984-11-30 | 1991    | Vetlanda–Målilla Järnväg, HvMJ                                                                                             | Breddning till 1435 mm Vetlanda - Järnforsen 1985-87,                             |
|                  | Vetlanda, Sävsjö, Hultsfred           | Målilla - Vetlanda - Sävsjö                              | 1    | 80,4       | ånga             |            | 1915-12-08 | 1972-05-01 | 1979    | Vetlanda Järnvägar, VJ |                                                                                   |
|                  | Vimmerby                              | Vimmerby - Spångenäs                                     | 1    |            | ånga             |            |            |            |         | Vimmerby-Spångenäs Järnväg, NVHJ                                                                                           |                                                                                   |
|                  | Vimmerby, Ydre                        | Vimmerby - Ydrefors                                      | 1    |            | ånga             |            |            |            |         | Vimmerby-Ydre Järnväg, VYJ                                                                                                 |                                                                                   |
|                  | Gotland                               | Visby - Visborgsslätt                                    | 1    | 2          | ånga             |            | 1903-11-28 | 1946-10-01 | 1948    | Visby-Visborgsslätts (Järnväg)                                                                                             |                                                                                   |
|                  | Gotland                               | Visborgsslätt - Hallvards                                | 1    | 5          | ånga             | 1911-09-15 | 1912-06-23 | 1940-03-01 | 1940    | Visby-Visborgsslätt-Bjärs Järnväg                                                                                          |                                                                                   |
|                  | Mjölby                                | Väderstad - Brännige                                     | 1    | 44         | ånga             | 1910-12-09 | 191_       | 19         | 19      | Väderstad-Skänninge-Brännige Järnväg, VSBJ                                                                                 |                                                                                   |
|                  | Göteborg, Skara                       | Göteborg - Skara                                         | 1    | 128        | ånga             | 1895-05-10 | 190-01-01  | 1953-09-01 | 1967    | Västergötland-Göteborgs Järnvägar, VGJ                                                                                     |                                                                                   |
|                  | Vara                                  | Tumleberg - Håkantorp                                    | 1    | 18         | ånga             | 1896-12-31 | 1900-01-01 | 1953-09-01 | 1967    | Västergötland-Göteborgs Järnvägar, VGJ                                                                                     |                                                                                   |
|                  | Växjö, Västervik                      | Växjö - Västervik                                        | 1    | 183        | diesel           |            | 1987-07-11 | 1992-12-17 |         | Växjö-Hultsfred-Västerviks Järnväg, VHVJ                                                                                   |                                                                                   |
|                  | Västervik, Åtvidaberg                 | Västervik - Åtvidaberg - Bersbo                          | 1    |            |                  |            |            |            |         | Västervik-Åtvidaberg-Bersbo Järnväg, VÅBJ                                                                                  |                                                                                   |
|                  | Växjö                                 | Växjö - Klavreström                                      | 1    | 44         | ånga             | 1892-04-08 | 1895-12-   | 1984-08-20 | 2002    | Växjö-Klavreströms Järnväg, VKJ                                                                                            |                                                                                   |
|                  | Uppvidinge                            | Klavreström - Åseda                                      | 1    | 16         | ånga             | 1899-12-30 | 1902-01-07 | 1984-08-20 | 2002    | Växjö-Klavreström-Åseda Järnväg, VKÅJ                                                                                      |                                                                                   |
|                  | Uppvidinge                            | Åseda - Virserum                                         | 1    | 27         | ånga             | 1909-06-25 | 1911-12-23 | 1984-08-20 |         | Växjö-Virserums Järnväg, VVJ                                                                                               |                                                                                   |
|                  | Hultsfred                             | Virserum - Hultsfred                                     | 1    | 27         | ånga             | 1909-06-25 | 1922-12-05 | 1984-08-20 |         | Växjö-Åseda-Hultsfreds Järnväg, VÅHJ                                                                                       |                                                                                   |
|                  | Falu                                  | Åg - Vintjärn                                            | 1    | 21         | ånga             |            | 1883       | 1946       | 1948    | Åg–Vintjärns Järnväg |                                                                                   |
|                  | Borgholm                              |                                                          | 1    | 150,8      | ånga             |            | 1928-01-01 | 1961-10-01 | 1962    | Ölands Järnvägar, ÖJ |                                                                                   |
|                  | Högsby                                |                                                          | 1    | 79,6       | ånga             |            | 1932-07-01 | 1961-10-01 | 1962    | Östra Smålands Järnväg, ÖSmJ                                                                                               |                                                                                   |
|                  | Växjö                                 | Brittatorp - Älghult                                     | 1    | 43         | ånga             | 1909-06-25 | 1922-12-02 | 1983-10-10 | 1984    | Östra Värends Järnväg, ÖVJ                                                                                                 |                                                                                   |

Notera att man inte kan summera längderna och få summa smalspår som har funnits, eftersom vissa sträckor står flera gånger, då olika järnvägsbolag ägt sträckorna.